# Hèm
Hèm rượu còn gọi là hay bã rượu hoặc bã bia là sản phẩm còn lại của nguyên liệu sau khi đã chưng cất để tạo ra rượu hoặc bia, là một loại chất bã có mùi nồng nặc và thường có màu trắng đục, lẫn tạp chất. Hèm là sản phẩm của quá trình nấu rượu, sản xuất etanol công nghiệp (rỉ đường, ngô, sắn). Hèm có nhiều công dụng. Trong đó có thể sử dụng để sản xuất khí sinh học.
Hèm có thể sử dụng chăn nuôi và là một thức ăn gia súc, nhất là cho lợn ăn rất tốt vì ăn xong lợn hay ngủ và dễ tăng trọng. Các gia đình nấu rượu thường kiêm chăn nuôi gia súc để cải thiện thu nhập. Riêng bã rượu nho theo nghiên cứu còn có thể kháng khuẩn. Bã nho có thể kháng lại hai loại vi khuẩn thông thường như E.colivà Staphylococcus vàng, vốn có thể gây nhiều bệnh da liễu. Bã nho cũng có tác dụng diệt rệp và có thể dùng để bảo quản thức ăn khỏi vi khuẩn hoặc làm dấm. Ngoài ra, bã nho dùng kèm trong khẩu phần ăn có thể giảm được nguy cơ sức khỏe kém.

## Một số thành phần
| Thành phần          | Tỷ lệ% (chất khô) |
| ------------------- | ----------------- |
| Protein             | 4-7               |
| Đường không lên men | 11-12             |
| Glyxerin            | 7-9               |
| Acid hữu cơ         | 13-20             |
| Betain              | 8-10              |
| Glutamat            | 6-9               |
| amino acid          | 1-3               |